# Pacific Tri-Nations 1996
Das Pacific Tri-Nations 1996 war die 14. Ausgabe des Rugby-Union-Turniers Pacific Tri-Nations. Dabei spielten die Nationalmannschaften von Fidschi, Westsamoa und Tonga um den Titel des Ozeanien-Meisters. Nach drei Spielen, in denen die drei Teilnehmer jeweils einmal gegen die beiden anderen Teams antraten, sicherte sich Fidschi zum achten Mal den Titel.

## Tabelle
|    | Land      | Spiele | Siege | Unent. | Ndlg. | Spiel- punkte | Diff. | Tabellen- punkte |
| -- | --------- | ------ | ----- | ------ | ----- | ------------- | ----- | ---------------- |
| 1. | Fidschi   | 2      | 1     | 0      | 1     | 78:32         | + 46  | 2                |
| 2. | Westsamoa | 2      | 1     | 0      | 1     | 30:75         | − 45  | 2                |
| 3. | Tonga     | 2      | 1     | 0      | 1     | 47:48         | − 1   | 2                |

Anmerkung: Ausschlaggebend für die Platzierung war nicht die Punktedifferenz, sondern die Anzahl erzielter Versuche und die Direktbegegnung.

## Ergebnisse
| 13. Juli 1996 | Westsamoa                                                                         | 30 : 15         | Tonga                                | Apia Park, Apia Zuschauer: 15.000 Schiedsrichter: Steve Walsh (Neuseeland) |
| 13. Juli 1996 | Versuche: Leaupepe (2) Telea (2) Erhöhungen: Tanoaʻi (2) Straftritte: Tanoaʻi (2) | (18:10) Bericht | Versuche: Anitoni Palenapa Taumalolo | Apia Park, Apia Zuschauer: 15.000 Schiedsrichter: Steve Walsh (Neuseeland) |

| 20. Juli 1996 | Fidschi | 60 : 0         | Westsamoa | National Stadium, Suva Zuschauer: 20.000 Schiedsrichter: (Neuseeland) |
| 20. Juli 1996 | Versuche: Bari (2) Black Katalau Naituivau Tawake Tuilevu Uluinayau Erhöhungen: Little (4) Straftritte: Little (4) | (33:0) Bericht |           | National Stadium, Suva Zuschauer: 20.000 Schiedsrichter: (Neuseeland) |

| 27. Juli 1996 | Tonga                                                                                  | 32 : 18           | Fidschi                                                           | Teufaiva Sport Stadium, Nukuʻalofa Zuschauer: 5.000 Schiedsrichter: Colin Hawke (Neuseeland) |
| 27. Juli 1996 | Versuche: Mafi Manu Palenapa Tatafu Taumalolo Erhöhungen: Tonga (2) Straftritte: Tonga | (22:3) [ Bericht] | Versuche: Bari Tuilevu Erhöhungen: Little Straftritte: Little (2) | Teufaiva Sport Stadium, Nukuʻalofa Zuschauer: 5.000 Schiedsrichter: Colin Hawke (Neuseeland) |